# Хеллер, Берт
Берт Хеллер (нем. Bert Heller; Алоис Йозеф Хуберт Хеллер, официально с 1964 года — Берт Хеллер) (30 марта 1912 года, Хаарен (Аахен) — 29 апреля 1970 года, Берлин) — немецкий художник, ректор художественной школы Берлин-Вайсензее. Он был наиболее известен своими портретами, плакатами и мозаиками.

## Биография
После обучения в Ахенской школе прикладных искусств с 1927 по 1930 год (в том числе у Антона Вендлинга и Джордана-Бозена) Хуберт Хеллер отправился в учебные поездки в Голландию, Бельгию и Австрию и работал как свободный художник в Лоренсберге. Он создал несколько выдающихся фресок.
В 1933 году в Германии сменился режим — к власти пришли нацисты. В 1940—1942 годы Хеллер учился в Художественной академии в Мюнхене у Германа Каспара. В том же году он вступил в НСДАП.
В последние годы войны он получал заказы на произведения искусства в связи с некоторыми архитектурными проектами, востребованными в то время.
После Второй мировой войны он с 1946 по 1950 год преподавал в художественной школе в Вернигероде. В этот период он также создавал настенные и настольные изображения и рисунки. В 1949 году на территории Германии были образованы два государства— ФРГ и ГДР. Проживавший на территории ГДР Хеллер присоединился к правящей партии (СЕПГ).
С 1950 по 1953 год был студентом у Генриха Эмзена в Академии художеств (Берлин). После учёбы в академии художеств он получил звание профессора живописи в университете изящных искусств и прикладного искусства Берлин-Вайсензее, где он был ректором с 1956 по 1958 год.
В 1954 году Хеллер отправился в учебную поездку в Китайскую Народную Республику и в Париж в 1955 году. В 1955 году в Немецкой академии художеств в Берлине состоялась выставка, посвященная Китаю (вместе с Бернхардом Кречмаром, Вернером Клемке, Харальдом Мецкесом и Фрицем Кремером).
Период ректорства Хеллера внезапно закончился его увольнением: позже было высказано предположение, что он вступил в ссору с властями, поддержав критику студентов «простой набивки учебной программы, не оставляющей места для независимого исследовательского выбора и идей», по словам историка Хильтруд Эберт. «Он боролся с умственной ограниченностью в академии и восстал против единообразия».
Назначение Хеллера на высшую должность в академии произошло вслед за «политической оттепелью», объявленной в 1955 году, но его увольнение двумя годами позже стало показателем того, что оттепель сильно ограничена непреходящими требованиями партии.
С 1958 года до своей смерти в 1970 году Берт Хеллер работал художником-фрилансером в Берлине. Он никогда официально не подвергался гонениям, а в 1963 году ему было разрешено посетить Китай с ознакомительной поездкой.
С 1965 года он был членом Немецкой академии художеств в Берлине и первым из бывших студентов магистратуры AdK, который впоследствии стал постоянным её членом.
Берт Хеллер — автор рисунков и картин, мозаичных панно, фресок. Он иллюстрировал книги не только немецких авторов, но и Шекспира, Мухтара Ауэзова, индийские сказки, карело-финский эпос «Калевала» и др.
С 1958 года до своей смерти в 1970 году Берт Хеллер работал внештатным сотрудником в Берлин-Шпиндлерсфельде.

## Награды
- 1964 — Национальная премия ГДР.
- 1963 — Художественная премия ФДГБ
- 1951 — Национальная премия ГДР III. Класс по оформлению выставок и оформлению мирового фестиваля

## Работы
Картины
- 1947 — Собиратель древесины
- 1947 — Brockenschmiede (Трифтонг)
- 1947 — Строительство ратуши Вернигероде
- 1947 — Замок Хонштайн
- 1947 — Флориан Гейер
- 1948 — Добрый самаритянин
- 1948 — Ратуша в Вернигероде
- 1950 — Вернер Хинц в роли Мефисто
- 1951 — Хелен Вайгель
- 1951 — Полуакт Тото
- 1951 — Томас Мюнцер
- 1952 — Гаврош
- 1952 — Портрет проф. Йоханнес Строукс
- 1953 — Портрет писателя Фрица Эрпенбека
- 1954 — моя мама
- 1954 — Игра ребенка
- 1954 — Строительная площадка 1954 года в Пекине
- 1955 — Портретный этюд Курта Мецига
- 1955 — Тайвань
- 1955/56 — Портрет Бертольда Брехта
- 1957 — Портрет Вильгельма Пика
- 1957 — Майкл Колхас, триптих
- 1957 — Мастер Эмсен
- 1958 — Портрет Ханса Эйслера
- 1958 — Портрет Эдуарда фон Винтерштейна
- 1959 — Портрет проф. Герман Хензельманн
- 1959 — Портрет проф. Отто Нагель
- 1959 — Густав-Адольф Шур и мальчики
- 1959 — Портрет моих детей с Каспером и трактором
- 1960 — Adieu башня из слоновой кости
- 1961 — Портрет профессора Йозефа Кайзера
- 1963 — Два от ВЭБа цветок белые
- 1964 — Девушка в душевой (Бригада М.)
- 1964 — Портрет Отто Гротеволя
- 1965 — Портрет Гизелы Мэй (ГМИИ им. А. С. Пушкина, Москва)[10]
- 1965 — Портрет Арнольда Цвейга
- 1966 — Портрет проф. Д — р hc Walter Friedrich (биофизик)
- 1966 — Композитор Вильгельм Ниф
- 1967 — Портрет Арама Хачатуряна
- 1967 — Портрет проф. Ф. К. Каул
- 1967 — Портрет Галины Улановой
- 1968 — Портрет Габриэле Зейферт
- 1969 — Портрет профессора доктора наук Манфреда фон Арденна и др.

Рисунки
- 1948 — Анна Зегерс
- 1948 — Жанна д’Арк
- 1952 — Освобожден в 1945 г.
- 1957 — Эрнст Буш — Галилей

Постеры фильмов
- 1954 — Эрнст Тельманн — сын своего класса
- 1956 — Томас Мюнцер — фильм о немецкой истории
- 1957 — Салемские ведьмы (охота на ведьм, название ФРГ)
- 1958 — Бедный